# Freqüència de Coriolis
La freqüència de Coriolis ƒ, també anomenada paràmetre de Coriolis o coeficient de Coriolis, és igual al doble de la velocitat de rotació Ω de la Terra multiplicada pel sinus de la latitud {\displaystyle \varphi }.
{\displaystyle f=2\Omega \sin \varphi .\,}
La velocitat de rotació de la Terra (Ω = 7.2921 × 10−5 rad/s) es pot calcular com a 2π / T radians per segon, on T és el període de rotació de la Terra que és un dia sideral (23 h 56 min 4.1 s). A les latituds mitjanes, el valor típic de {\displaystyle f} és d'uns 10−4 rad/s. Les oscil·lacions inercials a la superfície de la terra tenen aquesta freqüència. Aquestes oscil·lacions són el resultat de l'efecte Coriolis.

## Explicació
Considereu un cos (per exemple, un volum fix d'atmosfera) que es mou a una latitud determinada {\displaystyle \varphi } a la velocitat {\displaystyle v} en el marc de referència rotatiu de la Terra. En el marc de referència local del cos, la direcció vertical és paral·lela al vector radial que apunta des del centre de la terra a la ubicació del cos i la direcció horitzontal és perpendicular a aquesta direcció vertical i en la direcció meridional. La força de Coriolis (proporcional a {\displaystyle 2\,{\boldsymbol {\Omega \times v}}}), tanmateix, és perpendicular al pla que conté el vector de velocitat angular de la terra {\displaystyle {\boldsymbol {\Omega }}} (where {\displaystyle |{\boldsymbol {\Omega }}|=\Omega }) i la pròpia velocitat del cos al marc de referència giratori {\displaystyle v}. Així, la força de Coriolis sempre forma un angle {\displaystyle \varphi } amb la direcció vertical local. Per tant, la direcció horitzontal local de la força de Coriolis és {\displaystyle \Omega \sin \varphi }. Aquesta força actua per moure el cos al llarg de longituds o en direccions meridionals.

## Equilibri
Suposem que el cos es mou amb una velocitat {\displaystyle v} tal que les forces centrípetes i de Coriolis (a causa de les forces {\displaystyle {\boldsymbol {\Omega }}}) sobre ell estan equilibrades. Aleshores tenim
{\displaystyle v^{2}/r=2(\Omega \sin \varphi )v}
on {\displaystyle r} és el radi de curvatura de la trajectòria de l'objecte (definit per {\displaystyle v}). Substituint {\displaystyle v=r\omega }, on {\displaystyle \omega } és la magnitud de la velocitat de rotació de la Terra, obtenim
{\displaystyle f=\omega =2\Omega \sin \varphi .}
Així, el paràmetre de Coriolis, {\displaystyle f}, és la velocitat o freqüència angular necessària per mantenir un cos en un cercle fix de latitud o regió zonal. Si el paràmetre de Coriolis és gran, l'efecte de la rotació de la Terra sobre el cos és important, ja que necessitarà una freqüència angular més gran per mantenir-se en equilibri amb les forces de Coriolis. Alternativament, si el paràmetre de Coriolis és petit, l'efecte de la rotació de la terra és petit ja que només una petita fracció de la força centrípeta sobre el cos és cancel·lada per la força de Coriolis. Així, la magnitud de {\displaystyle f} afecta fortament la dinàmica rellevant que contribueix al moviment del cos. Aquestes consideracions es recullen en el nombre de Rossby no-dimensionalitzat.

## Paràmetre de Rossby
En els càlculs d'estabilitat, la taxa de canvi de {\displaystyle f} al llarg de la direcció meridional esdevé significativa. Això s'anomena paràmetre de Rossby i normalment es denota
{\displaystyle \beta ={\frac {\partial f}{\partial y}}}
on {\displaystyle y} és el meridià en la direcció local d'augment. Aquest paràmetre esdevé important, per exemple, en els càlculs que impliquen ones de Rossby.